# Хауард-Бич — Аэропорт имени Джона Кеннеди (линия Рокавей, Ай-эн-ди)
|   |   |   |   |   |   |
| · | · | · | · | · | · |

|   |   |   |   |   |   |
| · | · | · | · | · | · |

«Хауард-Бич — Аэропорт имени Джона Кеннеди» (англ. Howard Beach–JFK Airport) — станция Нью-Йоркского метрополитена, расположенная на линии Рокавей, Ай-эн-ди. Станция находится в Куинсе, в районе Хауард-Бич, рядом с перекрестком 159-й авеню и 103-й улицы. На станции останавливаются маршруты A (круглосуточно) и S (челнок Рокавей-парка, в выходные летом).
Станция представлена двумя боковыми платформами, расположенными на четырёхпутном участке линии и обслуживающими только внешние пути. Два центральных пути не используются для движения поездов и находятся в упадочном состоянии. Платформы отделаны высокими бетонными заборами. Название станции представлено только в виде чёрных табличек на этих стенах.
Южнее станции имеются неиспользуемые съезды между всеми четырьмя путями. Ещё южнее два центральных пути сливаются с локальными — далее линия двухпутная. Расстояние до следующей станции — Брод-Чаннел — свыше 5,5 км, этот перегон является самым длинным во всей подземке.
Станция имеет только один выход, который приводит к перекрестку 159-й авеню и 103-й улицы. С каждой платформы идут лестницы на мезонин над платформами. Там расположен турникетный павильон. Оттуда осуществляется доступ к станции AirTrain JFK и вышеупомянутому перекрестку. В 2003 году станция была оборудована лифтами для пассажиров-инвалидов. Рядом со станцией располагается парковка аэропорта. На платформе AirTrain JFK установлены платформенные раздвижные двери.

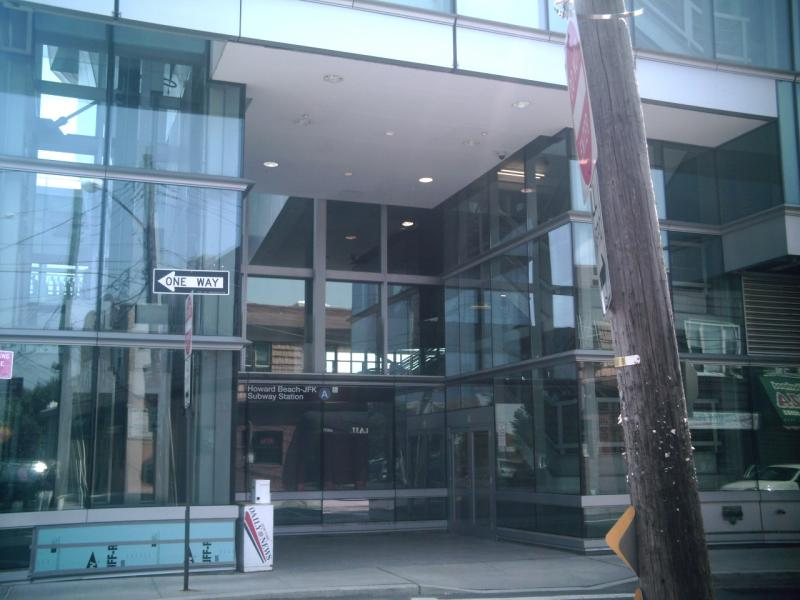
Вход на станцию
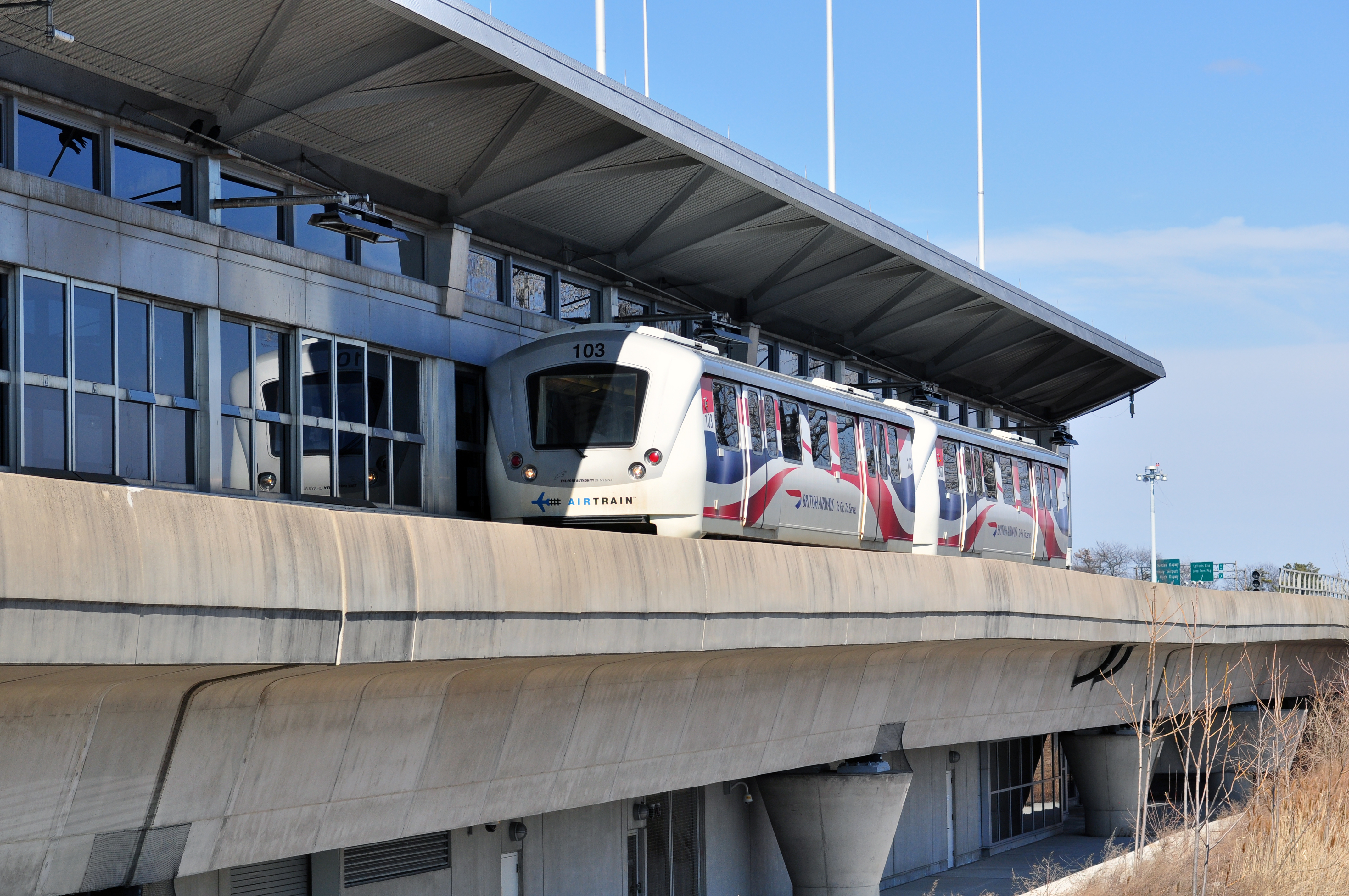
Поезд AirTrain JFK прибывает на станцию
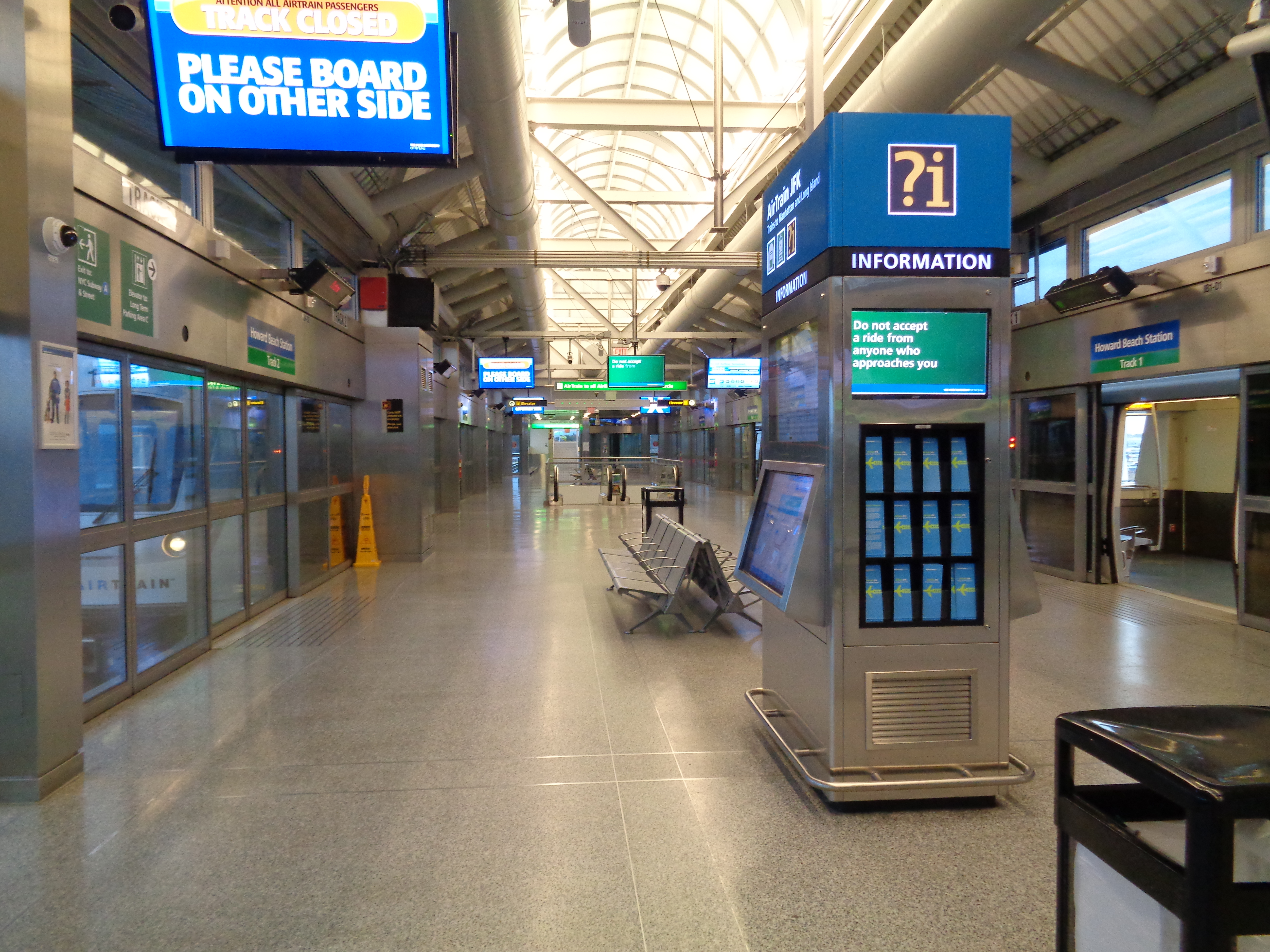
Платформа AirTrain JFK